# Кронґ (Куявсько-Поморське воєводство)
Кронґ (пол. Krąg) — село в Польщі, у гміні Слівиці Тухольського повіту Куявсько-Поморського воєводства.
Населення — 89 осіб (2011).
У 1975-1998 роках село належало до Бидгощського воєводства.

## Демографія
Демографічна структура станом на 31 березня 2011 року:
|          | Загалом | Допрацездатний вік | Працездатний вік | Постпрацездатний вік |
| -------- | ------- | ------------------ | ---------------- | -------------------- |
| Чоловіки | 51      | 10                 | 33               | 8                    |
| Жінки    | 38      | 4                  | 23               | 11                   |
| Разом    | 89      | 14                 | 56               | 19                   |